# ثيو بوس
ثيو بوس (بالهولندية: Theo Bos) مواليد 22 أغسطس 1983 في هولندا، هو دراج هولندي. شارك في دورة الألعاب الأولمبية الصيفية وفاز بميدالية أولمبية.

## الميداليات
| الميدالية | المسابقة                       |
| --------- | ------------------------------ |
| فضية      | الألعاب الأولمبية الصيفية 2004 |

## وصلات خارجية
- الموقع الرسمي

## روابط خارجية
- ثيو بوس على موقع الاتحاد الدولي للدراجات (الإنجليزية)
- ثيو بوس على موقع أرشيف الدراجات (الإنجليزية)
- ثيو بوس على موقع إحصائيات الدراجات الإحترافية (الإنجليزية)
- ثيو بوس على موقع نسبة الدراجات (الإنجليزية)
- ثيو بوس على موقع CycleBase (الإنجليزية)
- ثيو بوس على موقع SpeedSkatingBase.eu (الإنجليزية)
- ثيو بوس على موقع SpeedSkatingNews.info (الإنجليزية)
- ثيو بوس على موقع اللجنة الأولمبية الدولية (الإنجليزية)
- ثيو بوس على موقع أوليمبيديا (الإنجليزية)
- ثيو بوس على موقع تيم أن.أل (الهولندية)
- لمحة عن ثيو بوس  على موقع ProCyclingStats  -  (برو  سايكلنج  ستاتس) - إحصاءات  محترفي  الدراجات.